# Alphonse Laveran
Charles Louis Alphonse Laveran (18. června 1845 Paříž– 18. května 1922 tamtéž) byl francouzský lékař, nositel Nobelovy ceny za fyziologii a medicínu z roku 1907 za úspěchy ve výzkumu prvoků zapříčiňujících choroby.

## Dílo
- Trypanosomes et Trypanosomiases : avec 61 Fig. et 1 Planche. - Paris : Masson, 1904. Digitalizované vydání (web Universitäts- und Landesbibliothek Düsseldorf)